# Paracenobiopelma gerecormophilum
Paracenobiopelma gerecormophilum is een spinnensoort uit de familie Barychelidae. De soort komt voor in Brazilië.